# Richard Menges
Richard Menges (* 18. Mai 1910 in Kaiserslautern; † 23. November 1998 ebenda) war ein deutscher Steinbildhauer, der in der Pfalz lebte und wirkte.

## Leben
Richard Menges entstammte einer alten Bildhauerdynastie, die vor etwa 200 Jahren von dem aus Blieskastel zugewanderten Urgroßvater Peter Menges (1793–1859) begründet wurde.
Auch seine Nachkommen: Jakob Menges d. Ä. (Großvater, 1817–1881), Ludwig Menges (1827–1880), Jakob Menges d. J. (1846–1916), Karl Menges (Vater, 1853–1937), Joseph Menges (1856–1916) und zuletzt Richard Menges waren alle Bildhauer. Mit seiner Frau Elisabeth hatte Richard Menges zwei Kinder: Seine Tochter Dorothea (geb. 1951) ist Ärztin, sein Sohn Karl (1941–2018) wirkte als Germanist, Literaturwissenschaftler und Hochschullehrer.
Nach dem Abschluss der Oberrealschule in Kaiserslautern wurde Richard an der Meisterschule für Handwerker von 1927 bis 1930 bei Karl Dick zum Steinbildhauer ausgebildet. Darauf folgte ein Studium in München an der Akademie (1930–1934), bei den Professoren Karl Killer und Josef Henselmann.
Zurück in seiner Heimatstadt, arbeitete er im väterlichen Atelier und schuf vor allem Grabmäler, Brunnen und Ehrenmale bis zum Beginn des Zweiten Weltkriegs.
Nach Krieg und Gefangenschaft begann seine große Schaffenszeit. Zahlreiche Zeugnisse seiner künstlerischen Arbeit sind bis heute in der „Barbarossastadt Kaiserslautern“ zu sehen.

## Wirken
In den Arbeiten von Richard Menges spiegeln sich als große Themen die Geschichte und die Wertschätzung von Mensch und Natur wider.
Menges forschte nach den Wurzeln seiner Familie, die aus Burrweiler und Umgebung stammte und über Blieskastel schließlich in Kaiserslautern ansässig wurde. Für Burrweiler schuf er das „Relief der sieben Männer“, das die einzigen Überlebenden des Dreißigjährigen Krieges in diesem Dorf zeigt. Verhärmte Gesichter weisen auf die gerade erfahrenen Grausamkeiten und Nöte hin. Unter diesen Männern war auch ein Vorfahre: Franz Jakob Menges.

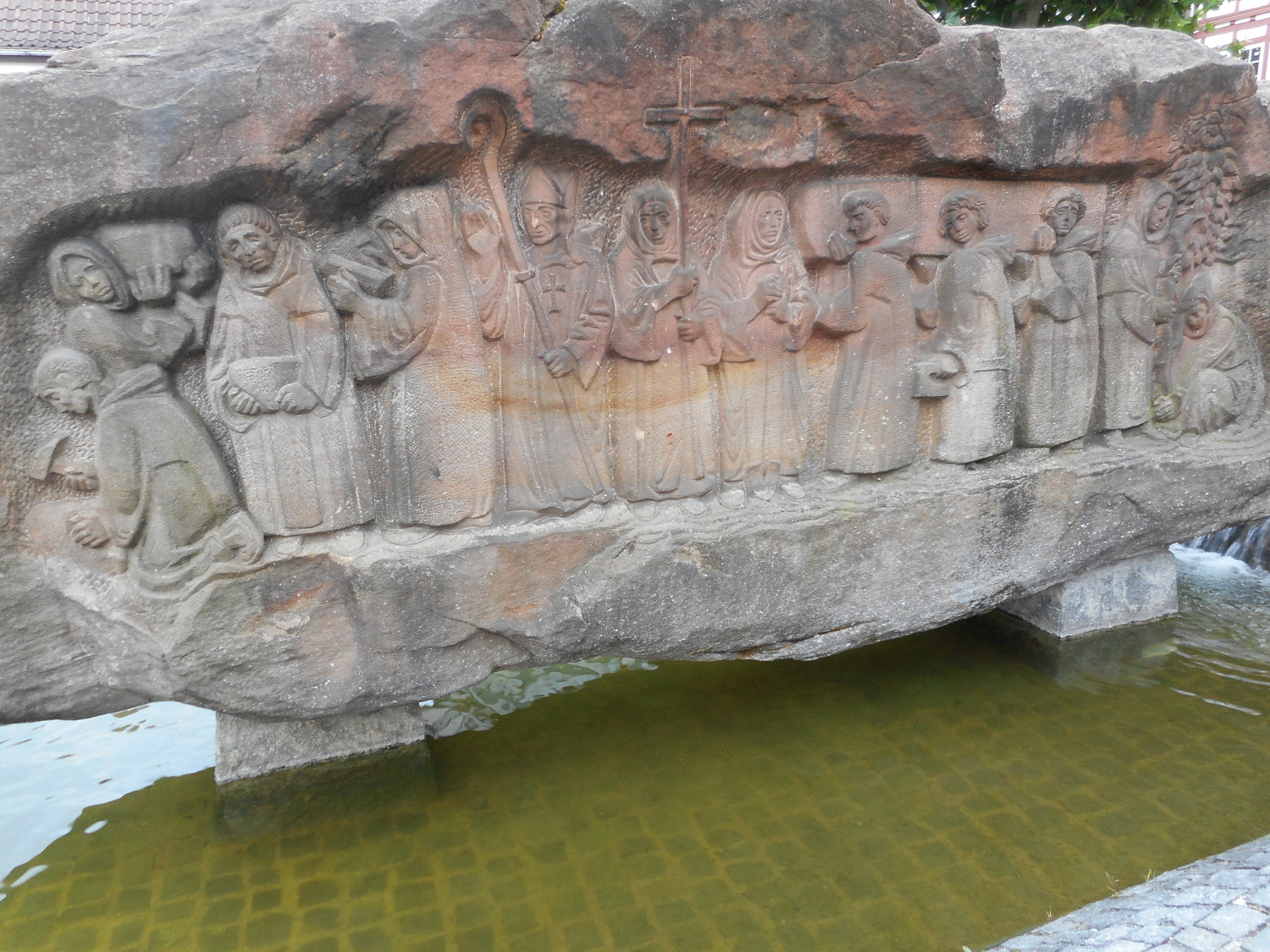
Otterberg, Zisterzienser erbauen die Kirche, Sandstein, Richard Menges

Richard Menges gestaltete den Sandstein auf dem Platz vor der Abteikirche in Otterberg, der auf der einen Seite von den Zisterziensern erzählt, die Kirche und Kloster begründeten. Auf der anderen Seite zeigt der Stein die später nach Otterberg einwandernden wallonischen Flüchtlinge. Sie verloren ihre Heimat genauso wie die Vorfahren seiner Mutter, die aus Oberösterreich stammte und des Glaubens wegen vertrieben wurden.
Richard Menges selbst erfuhr Geschichte am eigenen Leib im Zweiten Weltkrieg und in der Zeit im Gefangenenlager in Frankreich. Die tiefen Eindrücke, die er hier gewann, verarbeitete er in Zeichnungen von Kameraden. Damit erschloss er sich einen ganz neuen Tätigkeitsbereich. Portraitieren bedeutet für Richard Menges: Versenkung in einen anderen Menschen, dessen Persönlichkeit im Abbild spürbar wird. So gewann er den Blick für das Wesentliche, der ihm sein Leben lang erhalten blieb.
Klare Linien, der Verzicht auf alle Schnörkel und schmückendes Beiwerk zeichnet den Stil von allen Werken Richard Menges aus. Ähnlich wie bei Barlach wird der Ausdruck durch eine sparsame, auf das Wesentliche reduzierte Körpersprache erzielt.
Richard Menges fertigte nicht nur zahlreiche Zeichnungen und Köpfe aus Bronze, Ton oder Gips von Familie, Freunden und Auftraggebern an. Auch bei der Gestaltung von Grabsteinen und Ehrenmalen nahm er Anteil am Leben und Sterben der Menschen. So weist das Ganymed-Relief am Ortseingang von Otterbach auf den Tod eines hier 1982 verunglückten Jungen hin. Ein Grabstein auf dem Hauptfriedhof Kaiserslautern mit einem Elternpaar, das aus den geöffneten Händen zwei Tauben fliegen lässt, stellt das Schicksal des Ehepaars Paul und Charlotte Tuteur dar, Nachbarn von Richard Menges, die ihre Kinder in Auschwitz verloren. Am Ehrenmal in Neustadt an der Weinstraße drücken zwei einfach gehaltene Figuren – eine Mutter und ihr toter Sohn, der ihr erschienen ist – den Schmerz und die Trauer in sehr eindringlicher Weise aus. Das Eichenholzrelief in der Friedhofshalle des Hauptfriedhofs Kaiserslautern zeigt Menschen in verschiedenen Lebenssituationen in ihrer Trauer.

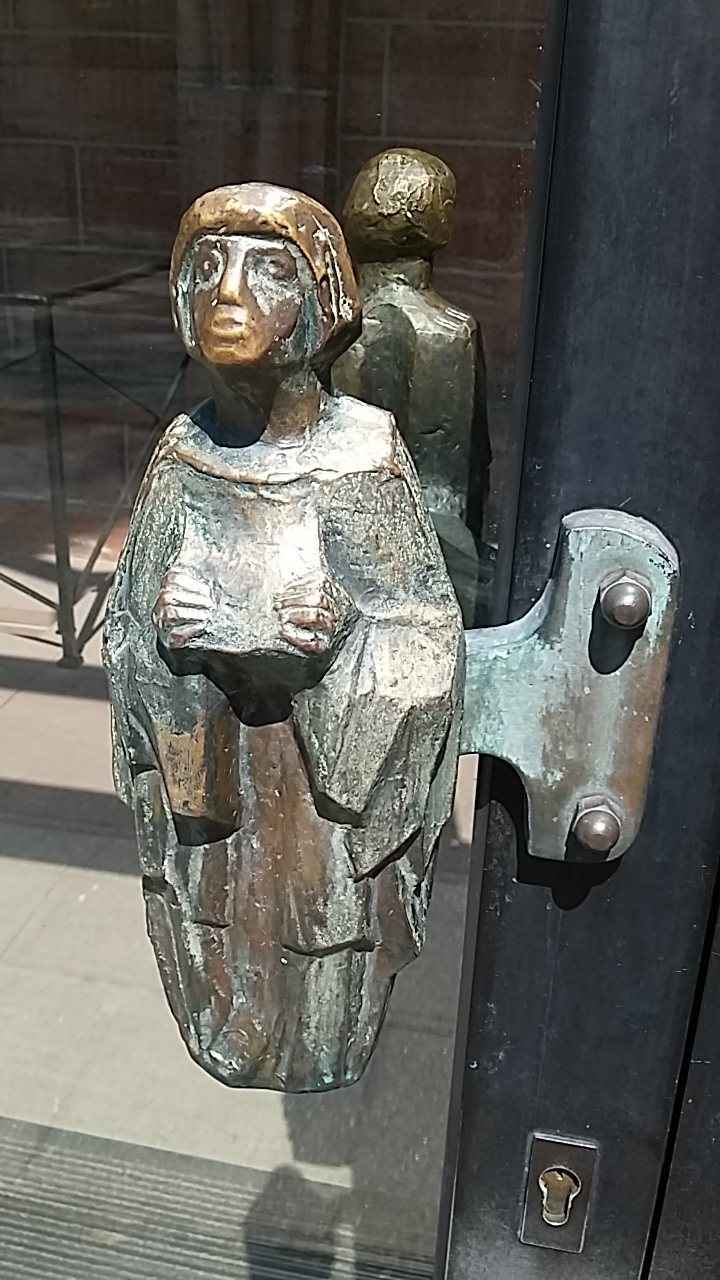
Apostel, Türgriff Innenhof Stiftskirche Kaiserslautern, Richard Menges

Zahlreiche Werke schuf Richard Menges zu christlichen Themen: den Brunnen zu den Legenden von St. Martin und den zum Thema „Ich bin der Weinstock, ihr seid die Reben“, Abendmahlsdarstellungen in der Pauluskirche und an der Kanzel der Apostelkirche, die zwölf Apostel-Türgriffe sowie die Tür der Vorhalle der Stiftskirche in Kaiserslautern. Schließen sich die Flügel der Tür, begegnet sich ein Kreis gläubiger, froher Menschen.
Ein Werk, das ihm selbst auch besonders am Herzen lag, war „Die Erschaffung der Welt“: Zwei Hände legen sich im Strudel des Urknalls schützend um die Erde, die Welt ist von Gott gehalten.
Weitere Werke von Richard Menges finden sich im öffentlichen Raum – so das Kupfer-Relief „Der große Fischzug“ am Gebäude der Stadtsparkasse und ein Wandrelief im Pfalztheater – wie in der Natur z. B. die „Wildschweingruppe“ im Kapiteltal.
Ab den 1960er Jahren veröffentlichte Richard Menges heimatkundliche Erzählungen, Gedicht- und Bildbände mit Zeichnungen und Skizzen. Sein literarisches Werk – mit genauer Beobachtungsgabe und mit feinem Humor – bildet einen Spannungsbogen zur rauen Bildhauerei. Es erzählt wie die bildhauerischen Werke von Menschen und Tieren als Geschöpfe und vom Lauf der Zeiten. „Ton sind wir in Gottes Hand“ lautet der Titel eines Gedichtes. Und „Laß mich mit vollen Händen / Ausstreu‘n die Samenkörner neu, /Eh sich die Tage wenden“ schreibt er im März 1946. In die Zukunft gewandt wünscht er im Gedicht „Ausblick“: "Neues wird sich dann erheben / Aus der schöpferischen Stille".

## Nachwirkung
Menges Tochter Dorothea gründete 2012 zu Ehren ihres Vaters und seiner sechs Vorfahren die Richard Menges-Stiftung, die Pfälzer Bildhauer und Bildhauerwerke fördert. Sie ist mit 40.000 Euro dotiert.
Des Weiteren trägt eine Straße in Kaiserslautern seinen Namen.

## Werke (Auswahl)
Kaiserslautern

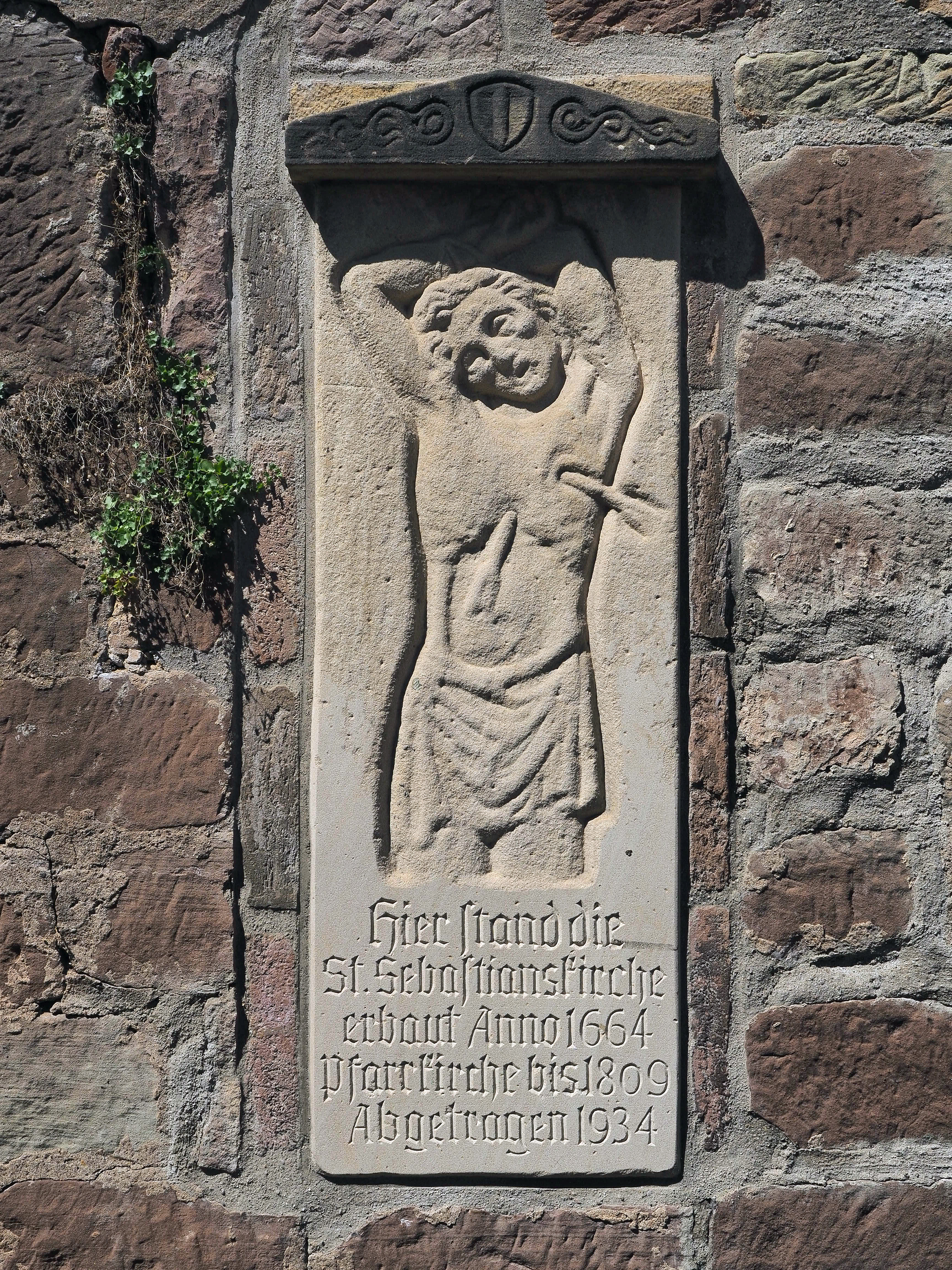
Gedenktafel an der Stützmauer in der Alten Pfarrgasse von Blieskastel

- Bronzetür und 12 Apostel-Türgriffe an der Stiftskirche
- Eichenholzrelief in der Friedhofskapelle und Pieta auf dem Waldfriedhof
- Abendmahlsrelief an der Pauluskirche[14]
- Kanzeln/Altar/Taufbecken in der Lukas- und Apostelkirche
- Wandrelief am Pfalztheater
- Portal am Arbeitsamt
- „Der große Fischzug“, Kupfer-Relief an der Stadtsparkasse/Kunst am Bau
- „Wildschweingruppe“, Sandsteinrelief im Kapiteltal[15]
- „Die Bremer Stadtmusikanten“, Waldbrunnen in der Eingangshalle der Geschwister-Scholl-Schule[16]
- Grabmale auf dem Waldfriedhof: u. a. für die Familie Gehlen mit einem Charon-Motiv und für die Familie Tuteur; Weinstock-Motiv ergänzt am eigenen Grabmal der Familie Menges

Burrweiler
- Das Relief der sieben Männer

Otterberg
- beidseitiges Sandsteinrelief am Brunnen vor der Abteikirche, der Brunnenstein

Otterbach
- Bronzerelief auf Sandstein mit Ganymed-Motiv als Gedenkstein für einen verunglückten Jungen

Neuleiningen
- Scharfrichterkreuz

Neustadt an der Weinstrasse
- Ehrenmal

Blieskastel
- Gedenktafel an der Stützmauer in der Alten Pfarrgasse

## Auszeichnungen
- Theodor-Zink-Medaille des Historischen Vereins der Pfalz
- Ehrenmitglied des Theodor-Zink-Museums, Kaiserslautern